# Cluny Lagoon
Der Cluny Lagoon ist ein Stausee im Zentrum des australischen Bundesstaates Tasmanien, ca. 43 km nordwestlich von New Norfolk. Er liegt im Verlauf des Derwent River, dort, wo der Broad River einmündet.
Das Wasser dient an der Cluny Power Station zur Stromerzeugung.